# Larissa Nüsser
Larissa Nüsser (født 8. februar 2000 i Born, Holland) er en hollandsk håndboldspiller, som spiller for Odense Håndbold og Hollands kvindehåndboldlandshold.
Hun var også med til at vinde VM-guld for Holland, ved VM i kvindehåndbold 2019 i Japan, efter finalesejr over Spanien, med cifrene 30-29.